# 151
Năm 151 là một năm trong lịch Julius. 